# Tarik El Taib
Tarik El Taib (àrab: طارق التائب)  (Trípoli, 28 de febrer de 1977) és un exfutbolista libi de la dècada de 2000.
Fou internacional amb la selecció de futbol de Líbia. Pel que fa a clubs, destacà a CS Sfaxien, Gaziantepspor i Al-Hilal.